# .um
A .um az Amerikai Csendes-óceáni szigetek számára fenntartott internetes legfelső szintű tartomány kód. Az IANA 2007. január 16-án fenntartott/nem kiosztott státuszba helyezte az .um tartományt, mivel nem mutatkozott érdeklődés az .um-re végződő címek regisztrációjára, és idővel a tartomány kezelését végző University of Southern California's Information Sciences Institute is bejelentette, hogy nem kívánja folytatni ezt a feladatot. Ezzel az .um tartományba tartozó lapok létrehozásának és működtetésének az elvi lehetősége is megszűnt.
Ennek megfelelően a Google keresőjében egyetlen oldalt sem lehet találni ebben a kategóriában.